# Dubravka Rakić
Dubravka Rakić (née Stojanović le 31 décembre 1985 à Loznica) est une ancienne joueuse de volley-ball serbe. Elle mesure 1,91 m et jouait au poste de centrale. Elle a mis un terme à sa carrière de volleyeuse professionnelle en 2018.

## Clubs
| Club                | De        | À         |
| ------------------- | --------- | --------- |
| Luka Bar            | 2002-2003 | 2005-2006 |
| ŽOK Spartak         | 2006-2007 | 2009-2010 |
| Dauphines Charleroi | 2010-2011 | 2010-2011 |
| LP Viesti Salo      | 2011-2012 | 2017-2018 |

## Palmarès
- Championnat de Finlande
  - Vainqueur : 2012, 2013, 2014, 2015.
  - Finaliste : 2016, 2018.
- Coupe de Finlande
  - Vainqueur : 2014, 2015.
  - Finaliste : 2012, 2013.